# 十二月初五
腊月初五，农历腊月第五天。

## 出生
- 汉哀帝建平元年十二月甲子夜（初五）前5年1月15日，东汉光武帝刘秀出生。

## 逝世
- 同治十三年十二月初五（1875年1月12日）清穆宗载淳驾崩

## 参看
- 日历
- 腊月初三 - 腊月初四 - 腊月初五 - 腊月初六 - 腊月初七
- 十一月初五 - 腊月初五 - 正月初五
- 正月 - 二月 - 三月 - 四月 - 五月 - 六月 - 七月 - 八月 - 九月 - 十月 - 十一月 - 腊月
- 公历12月5日